# Kanton Romorantin-Lanthenay-Nord
Der Kanton Romorantin-Lanthenay-Nord war von 1985 bis 2015 ein französischer Wahlkreis im Arrondissement Romorantin-Lanthenay, im Département Loir-et-Cher und in der Region Centre-Val de Loire; sein Hauptort war Romorantin-Lanthenay.

## Gemeinden
Der Kanton bestand aus den Wahlberechtigten eines Teils der Stadt Romorantin-Lanthenay und aus vier weiteren Gemeinden. Die nachfolgenden Einwohnerzahlen sind jeweils die gesamten Einwohnerzahlen der Gemeinden. 
| Gemeinde             | Einwohner Jahr | Postleitzahl | Code INSEE |
| -------------------- | -------------- | ------------ | ---------- |
| Courmemin            | 519 (2013)     | 41230        | 41068      |
| Millançay            | 752 (2013)     | 41200        | 41140      |
| Romorantin-Lanthenay | 16.891 (2013)  | 41200        | 41194      |
| Veilleins            | 155 (2013)     | 41230        | 41268      |
| Vernou-en-Sologne    | 609 (2013)     | 41230        | 41271      |